# Un poing… c'est tout !
Ne doit pas être confondu avec Un poing, c'est tout.
Pour plus de détails, voir Fiche technique et Distribution.
Un poing… c'est tout ! (Born to Fight) est un film américain en noir et blanc réalisé par Charles Hutchison, sorti en 1936.

## Synopsis
Lors d'une rixe dans un nightclub, le boxeur de championnat Tom "Bomber" Brown frappe le "Smoothy" Morgan, un gangster. Pensant qu'il l'a tué, il prend la route et se cache. Il passe d'un emploi à l'autre, arrivant à peine à joindre les deux bouts. Il rencontre "Baby Face" Madison, un adolescent qui l'impressionne par sa manière de se battre. Ils deviennent associés, et Tom transforme le jeune homme en un champion poids plumes. Mais le passé de Tom le rattrape et menace l'avenir de son poulain.

## Fiche technique
- Titre original : Born to Fight
- Titre français : Un poing… c'est tout !
- Réalisation : Charles Hutchison
- Scénario : Stephen Norris, d'après la nouvelle To Him Who Dares de Peter B. Kyne (en)
- Photographie : Arthur Reed
- Montage : Richard G. Wray
- Producteur : Maurice Conn (en) et Martin G. Cohn
- Société de production et de distribution : Conn Pictures Corporation
- Pays de production :  États-Unis
- Langue originale : anglais américain
- Format : noir et blanc — 35 mm — 1,37:1 — son : mono (Western Electric Sound System)
- Genre : drame
- Durée : 58 minutes
- Dates de sortie :
  - États-Unis : 3 novembre 1936
  - France : 14 septembre 1936

## Distribution
- Frankie Darro : "Baby Face" Madison
- Kane Richmond : Tom "Bomber" Brown/Tom Hayes
- Jack La Rue : "Smoothy" Morgan
- Frances Grant (en) : Nan Howard
- Sheila Bromley : Ada (crédité "Sheila Mannors")
- Monte F. Collins (en) : "Gloomy Gus" (crédité "Monty Collins")
- Fred Toones : Snowflake (crédité "Snowflake")
- Eddie Phillips : Duffy
- Philo McCullough : Goodall